# Cantone di Saint-Hilaire-du-Harcouët
Il Cantone di Saint-Hilaire-du-Harcouët è una divisione amministrativa dell'arrondissement di Avranches.
A seguito della riforma approvata con decreto del 25 febbraio 2014, che ha avuto attuazione dopo le elezioni dipartimentali del 2015, è passato da 12 a 27 comuni.

## Composizione
I 12 comuni facenti parte prima della riforma del 2014 erano:
- Chèvreville
- Lapenty
- Les Loges-Marchis
- Martigny
- Le Mesnillard
- Milly
- Moulines
- Parigny
- Saint-Brice-de-Landelles
- Saint-Hilaire-du-Harcouët
- Saint-Martin-de-Landelles
- Virey

Dal 2015 i comuni appartenenti al cantone sono i seguenti 27:
- Argouges
- Buais
- Carnet
- Chèvreville
- La Croix-Avranchin
- Hamelin
- Lapenty
- Les Loges-Marchis
- Martigny
- Le Mesnillard
- Milly
- Montanel
- Montjoie-Saint-Martin
- Moulines
- Parigny
- Saint-Aubin-de-Terregatte
- Saint-Brice-de-Landelles
- Saint-Hilaire-du-Harcouët
- Saint-James
- Saint-Laurent-de-Terregatte
- Saint-Martin-de-Landelles
- Saint-Senier-de-Beuvron
- Saint-Symphorien-des-Monts
- Savigny-le-Vieux
- Vergoncey
- Villiers-le-Pré
- Virey